# Question
The Question alias Charles Victor Szasz bzw. Vic Sage (in Deutschland auch als Das Schemen bekannt) ist eine fiktive Figur aus den US-amerikanischen DC-Comics. Question ist einer der mehr philosophisch angelegten Helden. Nach den Ereignissen der Miniserie 52 im Zuge der Infinite Crisis folgte Victor Sages Protegée Renee Montoya ihm nach seinem lungenkrebsbedingten Tod in der Identität des bzw. (nun) der Question.
Die Figur des Question trat zum ersten Mal in Blue Beetle #1 (Juni 1967) auf und wurde vom Spider-Man-Miterfinder Steve Ditko entworfen und war ursprünglich ein Charakter der Charlton Comics. Nachdem der Verlag seine massiven wirtschaftlichen Probleme nicht in den Griff bekommen hatte, kaufte DC Comics 1983 die Rechte an einer Reihe populärer Charlton-Comics-Helden, darunter auch Question, und integrierte sie 1985 im Zuge der Krise der Parallelerden (Original: Crisis in Infinite Earths) in das DC-Multiversum (Erde Vier) und damit in das DC-Universum.
Question hatte mehrere Gastauftritte, unter anderem in den Serien Azrael und Batman und von 1987 bis 1990 auch seine eigene Serie mit insgesamt 36 Ausgaben. 2005 erschien eine 6-teilige Miniserie, in der er nach Metropolis ging.
Am 11. Juli 2019 gab Jeff Lemire bekannt, dass unter dem DC-Comics-Imprint DC Black Label die Mini-Serie The Question: The Deaths of Vic Sage erscheinen wird.

## Fiktive Figurenbiografie
Victor Sage war Journalist in Hub City, einer Stadt die ebenso gefährlich und verkommen ist wie Gotham City. Durch seine unverblümte und aggressive Berichterstattung machte er sich schnell in den Kreisen der Unterwelt unbeliebt. 
Er kam durch seinen ehemaligen Professor, Aristotle Rodor, einem Wissenschaftler namens Dr. Arby Twain auf die Spur. Dieser hatte zusammen mit Rodor eine durch Gas gebundene, künstliche Haut erfunden, so genanntes Pseudoderm, das als Verbandsmaterial hätte benutzt werden können. Unvorhergesehenerweise war diese Kunsthaut aber extrem giftig, sobald sie mit offenen Wunden in Verbindung kam. Beide Forscher entschieden sich, das Projekt aufzugeben. Doch Rodor fand Erschreckendes heraus: 
Dr. Twain plante, seine Erfindung illegal an Länder der Dritten Welt zu verkaufen, ungeachtet der möglichen Folgen. 
Auf der Suche nach einer Möglichkeit den Doktor zu stoppen, ohne seine Identität zu verraten, unterbreitete Rodor Sage den Vorschlag, eine Maske aus Pseudoderm zu tragen. 
So war der Journalist schließlich in der Lage, Twain zu stoppen.
Sage entschied sich, seine neue Identität auch in Zukunft zu nutzen. Rodor optimierte deshalb das Gas, sodass es die Farbe von Victors Haaren und Kleidung änderte. 
Damit war The Question geboren, der fortan gegen das Verbrechen und die Korruption in seiner Stadt kämpfte.
In der Comicreihe „52“ stirbt Victor Sage und Renee Montoya, eine Figur, die 1992 für die Batman-Zeichentrickserie geschaffen wurde und seitdem Nebenfigur in den Batmancomics war, übernahm diese Rolle.

## Fähigkeiten und Kostüm
Question besitzt keine Superkräfte, ist aber ein hervorragender Nahkämpfer, der in zahlreichen Kampfsportarten unterrichtet wurde. Er ist hochintelligent und ein brillanter Detektiv mit analytischer Denkweise.
Als Question trug Victor einen blauen Mantel mit schwarzer Krawatte, Weste und Handschuhe und weißem Hemd. Die 2005 herausgebrachte Miniserie zeigt ihn in einem braunen, kürzeren Mantel. Charakteristisch ist für alle Kostüme der Fedora in der jeweiligen Mantelfarbe. Die Maske lässt sein Gesicht konturenlos erscheinen. Das Gas mit dem die Maske befestigt wird, änderte seine Haarfarbe von rot als Victor zu schwarz als Question.